# BeOS
BeOS – system operacyjny opracowany przez firmę Be Inc. Zaprojektowany do zastosowań multimedialnych. Do obsługi multimediów zastosowano nowoczesne rozwiązania takie jak; obsługę wielowątkowości, obsługę wielozadaniowości czy 64-bitowy system plików Be File System.
Wielowątkowe jądro zaprojektowane w architekturze mikrojądra. Zgodny z interfejsem POSIX (posiada także własne API: obiektowe, zorganizowane w klasy, opracowane dla języka C++). Oferuje bezpośredni dostęp do grafiki (omijając swój system graficzny). BeOS wykorzystywał biblioteki OpenGL do sprzętowej akceleracji grafiki.
Domyślną powłoką tekstową jest Bash, a funkcję powłoki graficznej w systemie graficznym (GUI) pełni program Tracker. Brak typowego trybu tekstowego – aplikacje tekstowe działają w okienku.
BeOS mógł być uruchamiany również w środowisku Microsoft Windows, dzięki specjalnej wersji używającej wirtualnego środowiska startowego.

## Historia wersji
| Wydanie                        | Data             | Architektura       |
| ------------------------------ | ---------------- | ------------------ |
| DR1–DR5                        | Październik 1995 | AT&T Hobbit        |
| DR6 (wersja deweloperska)      | Styczeń 1996     | PowerPC            |
| DR7                            | Kwiecień 1996    | PowerPC            |
| DR8                            | Wrzesień 1996    | PowerPC            |
| Wczesny dostęp Preview Release | Maj1997          | PowerPC            |
| PR1 (wczesny dostęp)           | Czerwiec 1997    | PowerPC            |
| PR2                            | Październik 1997 | PowerPC            |
| R3                             | Marzec 1998      | PowerPC, Intel x86 |
| R3.1                           | Czerwiec 1998    | PowerPC, Intel x86 |
| R3.2                           | Lipiec 1998      | PowerPC, Intel x86 |
| R4                             | Listopad 4, 1998 | PowerPC, Intel x86 |
| R4.5 („wersja Genki”)          | Czerwiec 1999    | PowerPC, Intel x86 |
| R5 PE/Pro („wersja Maui”)      | Marzec 2000      | PowerPC, Intel x86 |
| R5.1 („wersja Dano”)           | Listopad 2001    | Intel x86          |

## Współczesne odpowiedniki
W 2001 prawa autorskie do BeOS-a zostały odsprzedane przez Be Inc. za kwotę 11 milionów dolarów firmie Palm, znanemu producentowi komputerów kieszonkowych. W związku z brakiem zainteresowania rozwojem tego systemu ze strony Palma, społeczność entuzjastów próbowała wymóc na firmie przekazanie kodu źródłowego. Nieupublicznienie kodu źródłowego przez Palm doprowadziło do prób stworzenia otwartego odpowiednika tego systemu.
Są one prowadzone w ramach projektu:
- Haiku (dawniej OpenBeOS) – projekt bazujący na jądrze NewOS-a. Z założenia jego pierwsza wersja ma być w 100% zgodna z wersją R5. Jest on najbardziej zaawansowanym i jedynym rozwijanym projektem mającym za cel stworzenie następcy systemu BeOS[2].

I dawniej w ramach:
- BlueEyedOS – projekt oparty na jądrze Linux, ma umożliwiać uruchamianie zarówno programów BeOS-owych, jak i linuksowych.
- Zeta, będąca komercyjnym produktem firmy YellowTAB, bazującym na kodzie BeOS dano/exp. System był rozpowszechniany nielegalnie, obecnie nie jest już rozwijany.
- PhosphurOS – nielegalna wersja systemu bazująca na wyciekłym z firmy Be, Inc. kodzie projektu „Exp/Dano”.